# 汉伯里·布朗及特维斯效应
汉伯里·布朗及特维斯效应（英語：Hanbury Brown and Twiss effect）；由于量子力学的相干性，将一束不相干的光分成二束，它们的强度也能发生干涉，这种现象称为「汉伯里·布朗及特维斯效应」。它是由罗伯特·汉伯利·布朗和理查特·Q·特维斯这两人于1956年发现的。此后，相干和不相干的一束光为二个探测器接受强度相干的现象，统称为「汉伯里·布朗及特维斯效应」。
经典的干涉仪是以观察二束相位相干的光的干涉而工作的。自发现「汉伯里·布朗及特维斯效应」后，也可利用此效应制成光强度相干的干涉仪。测量有距离的星角大小。现在，物理学家依赖这个效应去试验复杂光源的量子性质。